# RAF Eye
La Royal Air Force Station Eye est un aérodrome créé durant la Seconde Guerre mondiale en Angleterre. Il se situe à 17 km au nord-est de Stowmarket dans le comté de Suffolk.

## Seconde Guerre mondiale
L'aérodrome de Eye fut construit en 1943, par les 827th et 859th U.S. Army Engineer Battalions  en collaboration avec des sous-traitants locaux. Il fut opérationnel au début de l'année 1944 et transféré sous le commandement de l'United States Army Air Forces (USAAF) sous la désignation Station 138. Cette base fut l'une des toutes dernières construites durant cette période de guerre . 

### USAAF: 490th Bombardment Group (Heavy)

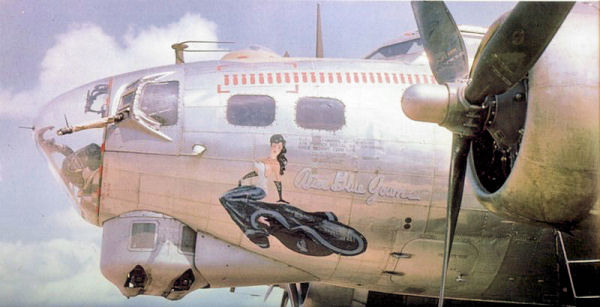
Le Boeing Fortress B-17G-85-BO (n° de série : 43-38400) Alice Blue Gown du 851st Bomb Squadron. Cet appareil accomplit 67 missions.

La base fut officiellement mise en service le 1er mai 1944 avec l'arrivée du  490th Bombardment Group (Heavy) de la  Eighth Air Force  (USAAF).  Le 490th était basé auparavant en Idaho sur la Mountain Home AAF et fut directement assigné au 93d Combat Bombardment Wing sur le théâtre européen. Son indicatif de dérive (Group tail code)  était Square-T. Ce groupe comprenait 4 squadrons opérationnels, dotés de B-17 Flying Fortress et B-24 Liberator : 
- le 848th Bombardment Squadron (7W)
- le 849th Bombardment Squadron (W8)
- le 850th Bombardment Squadron (7Q)
- le 851st Bombardment Squadron (S3)

Le 490th prit part au débarquement de Normandie en juin 1944, en bombardant avec ses B-24 les aérodromes et défenses côtières avant et pendant le D-Day. Par la suite, il bombarda les ponts, chemins de fer, convois, routes et concentration de troupes en France. Il porta assistance aux forces terrestres alliées près de Caen en juillet et Brest en septembre 1944. 
Tout le groupe fut converti sur des B-17 en octobre et entama des missions de bombardements stratégiques en territoire ennemi jusqu'en février 1945 : les cibles étaient des raffineries, chaines de montage de chars, usines d'avion et aérodromes autour de Berlin, Hambourg, Mersebourg, Münster, Cassel, Hanovre et Cologne. Il n'interrompit ses missions que pour attaquer les lignes d'approvisionnements et installations militaires durant la bataille des Ardennes entre décembre 1944 et janvier 1945. Au début de mars 1945, il reprit ses missions de bombardement stratégiques et de support des troupes au sol avançant en Allemagne. 
Après la défaite de l'Allemagne, le 490th transporta des provisions pour les zones sinistrées par des inondations aux Pays-Bas et assura le rapatriement de prisonniers de guerre français, espagnols et belges de leurs stalags en Autriche jusqu'aux centres alliées. 
Le 490th fut transféré sur la base de Drew AAF en Floride le 3 septembre 1945, où il fut officiellement dissous en novembre 1945.

## Après-guerre

### Royal Air Force
Après-guerre, la base de Eye repassa sous le commandement du Royal Air Force Bomber Command le 1er novembre 1945 en tant que Royal Air Force Station active. Cependant, l'aérodrome fut graduellement fermé pour être finalement vendu par le ministère de l'Air en 1962. 

### Utilisation civile
À la fin de son utilisation militaire, l'aérodrome fut converti en zone industrielle avec l'installation d'une petite usine de transformation de paille dans le hangar principal. Par la suite le développement de la zone d'activité continua  avec la construction d'autres bâtiments industriels et l'installation d'une station de pompage de gaz naturel.
À noter que la toute première centrale électrique de biométhanisation (biogaz) au monde à fonctionner avec des déjections de volaille fut construite sur le site en 1992 par l'Energy Power Resources (EPR). En service en juillet 1992, elle produit près de 12,7 Mégawatts et consomme environ 150 000 tonnes de fientes de volaille par an (ainsi qu'une petite quantité de crottin de cheval et de plumes).
La piste principale ainsi que les pistes de roulage sont encore visibles de même que les hangars Type T-2 et des bâtiments datant de la Guerre (dans différents états de conservation et restauration).